# DS Produkte
Die DS Produkte-Gruppe mit der führenden DS Holding GmbH ist eine Unternehmensgruppe mit Hauptsitz in Stapelfeld, nordöstlich von Hamburg, welche Konsumgüter importiert und vertreibt. Das Logistikzentrum liegt in Gallin. Das Unternehmen beliefert unter anderem Versand-, Lebensmittel- und Einzelhändler sowie Discounter in Deutschland und Europa mit Aktionsware. Zudem liefert es zahlreiche Non-Food-Artikel für die Vermarktung im TV und im Internet.

## Geschichte
Das Familienunternehmen DS Produkte wurde 1973 von Dieter Schwarz (nicht mit dem gleichnamigen Gründer von Lidl und Kaufland zu verwechseln) in einer Garage gegründet. Seit den 1990er Jahren expandierte das Unternehmen stark, so wuchs die Mitarbeiterzahl von 50 im Jahr 1993 auf über 400 im Jahr 2020. Außerdem wurden mehrere Tochtergesellschaften im In- und Ausland gegründet. Im Jahr 1997 wurde ein Logistikzentrum im mecklenburgischen Gallin eröffnet, welches 2010 erweitert wurde.
2008 wurde das Unternehmen an die Private-Equity-Gesellschaft Palamon Capital Partners verkauft und 2012 von den Familien Dümmel und Hagemann zurückgekauft.
Seit 2016 ist DS-Produkte-Geschäftsführer Ralf Dümmel in der VOX-Gründershow Die Höhle der Löwen als Investor tätig. Seitdem hat er in 97 Startups investiert und mehr als 170 Gründer unterstützt.
2019 wurde der Hauptsitz in Stapelfeld um ein weiteres Bürogebäude ergänzt.
Am 19. Oktober 2021 gab The Social Chain AG die Übernahme sämtlicher Anteile an der DS Holding GmbH bekannt. DS-Geschäftsführer Ralf Dümmel zog in den Vorstand von The Social Chain ein. 2023 meldete die The Social Chain AG Insolvenz an, woraufhin die DS-Gruppe von Dümmel und weiteren Altgesellschaftern zurückgekauft wurde.

## Unternehmensstruktur
Die DS Produkte GmbH ist Teil der DS Holding GmbH, zu der etwa 20 weitere Unternehmen gehören, darunter:
- DS Invest GmbH & Co. KG, Stapelfeld, Beteiligungsgesellschaft
- DSQ Ltd., Hong Kong, Qualitätsüberwachung und -optimierung
- DS Direct GmbH, Stapelfeld, Einkauf und Vertrieb von Private-Label-Artikeln
- BEEM Germany GmbH, Stapelfeld & Rosbach, Kaffee- und Teeartikel
- LANDMANN Germany GmbH, Stapelfeld, Grillartikel
- Tiger Trade Company, Polen, Vertriebsgesellschaft für den osteuropäischen Raum

## Produktsortiment
DS Produkte vertreibt über 4.000 Artikel in den Bereichen Haushalt, Kleinelektro, Kochwaren, Reinigung/Bodenpflege, Outdoor, DIY, Saison, Beauty, Wellness, Fitness, Gesundheit, Nahrungsergänzungsmittel, Schmuck und Textil. Nach eigenen Angaben verfügt DS Produkte über mehr als 700 Marken, eingetragene Designs, Patente und Gebrauchsmuster. Die Kernmarke des Unternehmens heißt maxx.